# Justin Doyle
Justin Doyle (* 1975 in Lancaster, England) ist ein britischer Dirigent. Seit der Saison 2017/18 ist er Chefdirigent und Künstlerischer Leiter des RIAS Kammerchor Berlin.

## Leben und Wirken
Doyle war zunächst Chorknabe an der Westminster Cathedral in London. Später war er Choral Scholar am renommierten King’s College der University of Cambridge. 2006 gelang ihm der internationale Durchbruch, als er den zweiten Preis beim Cadaqués Orchestra International Conducting Competition in Barcelona gewann.
Seit der Saison 2017/18 ist Doyle Chefdirigent und Künstlerischer Leiter des RIAS Kammerchor Berlin.
Als Gastdirigent ist Justin Doyle international gefragt. Er dirigiert bedeutende Chöre und Orchester, darunter die Akademie für Alte Musik Berlin, das Orchestra of Opera North, die Royal Northern Sinfonia, den MDR-Rundfunkchor, den Norwegian Soloists’ Choir, das Ensemble Resonanz, den Swedish Radio Choir, das Poznań Philharmonic, das Wrocław Baroque Orchestra, Genesis Sixteen, das Chorwerk Ruhr, den Eric Ericson Kammarkör, den BBC Singers und die Kammerakademie Potsdam.
Auch als Operndirigent ist Justin Doyle sehr gefragt, insbesondere für Werke von Mozart, Haydn und Britten. Im Jahr 2023 übernahm er die Leitung der Potsdamer Winteroper im Schlosstheater des Neuen Palais von Schloss Sanssouci, wo er Opern von Judith Weir und Georg Friedrich Händel dirigierte.
Seit seinem Amtsantritt beim RIAS Kammerchor Berlin hat Doyle die künstlerische Ausrichtung des Ensembles maßgeblich geprägt. Er initiierte einen jährlichen Zyklus neuer Auftragswerke und konzentrierte sich in Zusammenarbeit mit der Akademie für Alte Musik Berlin auf die Werke von Georg Friedrich Händel. Darüber hinaus erweiterte er das Repertoire des Chores mit einem Schwerpunkt auf der polyphonen Musik der Renaissance. Mit seinem Ensemble führt er ein breites Spektrum an Chorwerken auf, das von Heinrich Bibers monumentaler Missa Salisburgensis bis hin zu intimen Vertonungen von Volksliedern aus aller Welt reicht.
Seine besondere Leidenschaft gilt der Musik außereuropäischer Kulturen und der Musikvermittlung. Von 2018 bis 2022 war er Gastprofessor an der Hochschule für Musik Hanns Eisler Berlin im Studiengang Chordirigieren. Darüber hinaus war Doyle von 2019 bis 2024 als Gastprofessor für Chordirigieren und für Alte Musik an der Sibelius-Akademie in Helsinki tätig.
Seine CD-Einspielungen mit dem RIAS Kammerchor, darunter Brittens Choral Works, Haydns Missa Cellensis und Händels Messiah wurden von Publikum und Kritik gleichermaßen begeistert aufgenommen. 2022 erschien bei harmonia mundi die CD Complete Liebeslieder Walzer. 2023 folgte die Veröffentlichung der Coronation Anthems mit Krönungsmusiken von Georg Friedrich Händel, William Croft und John Blow. Als jüngste Veröffentlichung erschien im Herbst 2024 Bachs Magnificat Es-Dur und Händels Te Deum D-Dur, erneut mit dem RIAS Kammerchor Berlin und der Akademie für Alte Musik Berlin.

## Diskographie (Auswahl)
- 2004: Delius, Elgar & Holst mit den BBC Singers.[9]
- 2018: Azi Schwartz: Heritage mit dem RIAS Kammerchor.[10]
- 2019: Benjamin Britten: Choral Works mit dem RIAS Kammerchor. Solisten: Katharina Hohlfeld, Mi-Young Kim, Waltraud Heinrich, Susanne Langner, Volker Arndt, Minsub Hong, Stefan Drexlmeier, Jonathan E. de la Paz Zaens.[11]
- 2019: Joseph Haydn: Missa Cellensis mit dem RIAS Kammerchor und der Akademie für Alte Musik Berlin. Solisten: Johanna Winkel, Sophie Harmsen, Benjamin Bruns, Wolf Matthias Friedrich.[12]
- 2020: Georg Friedrich Händel: Messiah mit dem RIAS Kammerchor und der Akademie für Alte Musik Berlin. Solisten: Julia Doyle, Tim Mead, Thomas Hobbs, Roderick Williams.[13]
- 2022: Johannes Brahms: Complete Liebeslieder Walzer mit dem RIAS Kammerchor. Solisten: Angela Gassenhuber, Philip Mayers.[14]
- 2023: Händel, Croft & Blow: Coronation Anthems mit dem RIAS Kammerchor und der Akademie für Alte Musik Berlin.[15]
- 2024: Händel: Dixit Dominus, Laudate pueri, Nisi Dominus mit dem RIAS Kammerchor und der Akademie für Alte Musik Berlin. Solisten: Carolyn Sampson, Johanna Winkel, Viktoria Wilson, Alex Potter, Hugo Hymas, Andreas Wolf.[16]
- 2024: Bach, Händel: Weihnachts-Magnificat BWV 243.1 & Te Deum für den Frieden von Utrecht HWV 278, mit dem RIAS Kammerchor Berlin und der Akademie für Alte Musik Berlin. Solisten: Núria Rial, Marie-Sophie Pollak, Alex Potter, Kieran Carrel, Roderick Williams.[17]